# Liste der Biografien/Maro
Liste der Biografien |
Portal Biografien |
Personensuche
# |
A |
B |
C |
D |
E |
F |
G |
H |
I |
J |
K |
L |
M |
N |
O |
P |
Q |
R |
S |
T |
U |
V |
W |
X |
Y |
Z |
?
 
Ma |
Mb |
Mc |
Md |
Me |
Mf |
Mg |
Mh |
Mi |
Mj |
Mk |
Ml |
Mm |
Mn |
Mo |
Mp |
Mq |
Mr |
Ms |
Mt |
Mu |
Mv |
Mw |
Mx |
My |
Mz
 
Maa |
Mab |
Mac |
Mad |
Mae |
Maf |
Mag |
Mah |
Mai |
Maj |
Mak |
Mal |
Mam |
Man |
Mao |
Map |
Maq |
Mar |
Mas |
Mat |
Mau |
Mav |
Maw |
Max |
May |
Maz
 
Mara |
Marb |
Marc |
Mard |
Mare |
Marf |
Marg |
Marh |
Mari |
Marj |
Mark |
Marl |
Marm |
Marn |
Maro |
Marp |
Marq |
Marr |
Mars |
Mart |
Maru |
Marv |
Marw |
Marx |
Mary |
Marz
Die Liste der Biografien führt alle Personen auf, die in der deutschsprachigen Wikipedia einen Artikel haben. Dieses ist eine Teilliste mit 183 Einträgen von Personen, deren Namen mit den Buchstaben „Maro“ beginnt.

## Maro
- Maro, Märtyrer und Heiliger
- Maro (* 1994), portugiesische Singer-SongwriterinMaro (* 1994)

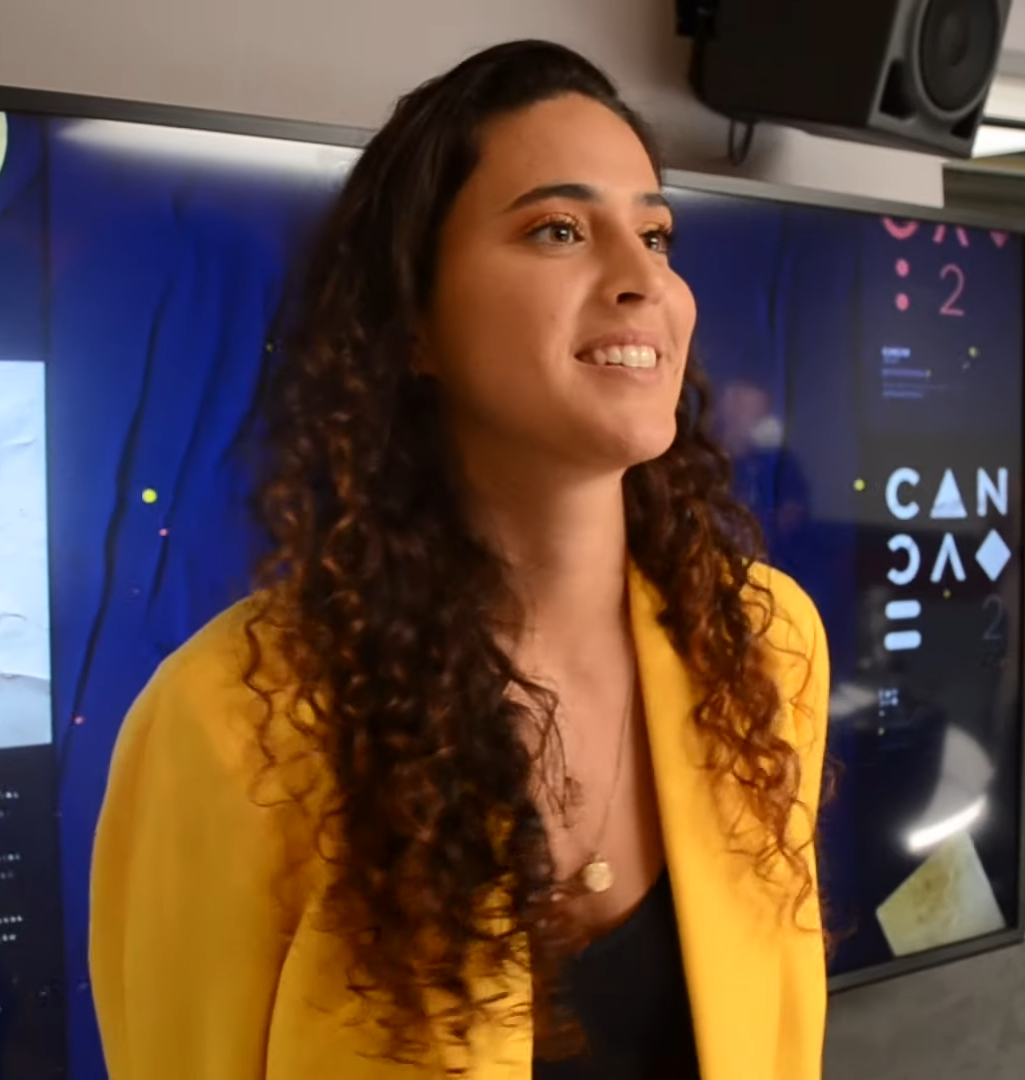
Maro (* 1994)

- Máro, Antonio (* 1928), peruanischer Künstler
- Maro, Bernd (1949–2022), deutscher Bildhauer
- Maro, Marlon (* 1965), philippinischer Fußballspieler und -trainer
- Marø, Tommy (* 1964), grönländischer Politiker (Siumut)

### Maroc
- Maroc, Dú (* 1985), deutscher Rapper mit marokkanischen Wurzeln
- Maroc, Karim (* 1958), algerischer Fußballspieler
- Marocchi, Giancarlo (* 1965), italienischer Fußballspieler
- Marocchi, Valentina (* 1983), italienische Wasserspringerin
- Marocchino, Domenico (* 1957), italienischer Fußballspieler
- Marochi, Antônio Agostinho (1925–2018), brasilianischer Geistlicher, römisch-katholischer Bischof von Presidente Prudente
- Maróczy, Géza (1870–1951), ungarischer Schachmeister

### Marod
- Marode, Kurt (1909–1979), deutscher Politiker (SPD), MdA

### Marof
- Maroff, Hilde (1904–1984), deutsche Schauspielerin
- Marofit, Mourad (* 1982), marokkanischer Langstreckenläufer

### Marog
- Marogna-Redwitz, Rudolf von (1886–1944), deutscher Widerstandskämpfer

### Maroh
- Maroh, Dominic (* 1987), slowenisch-deutscher Fußballspieler und -trainerDominic Maroh (* 1987)

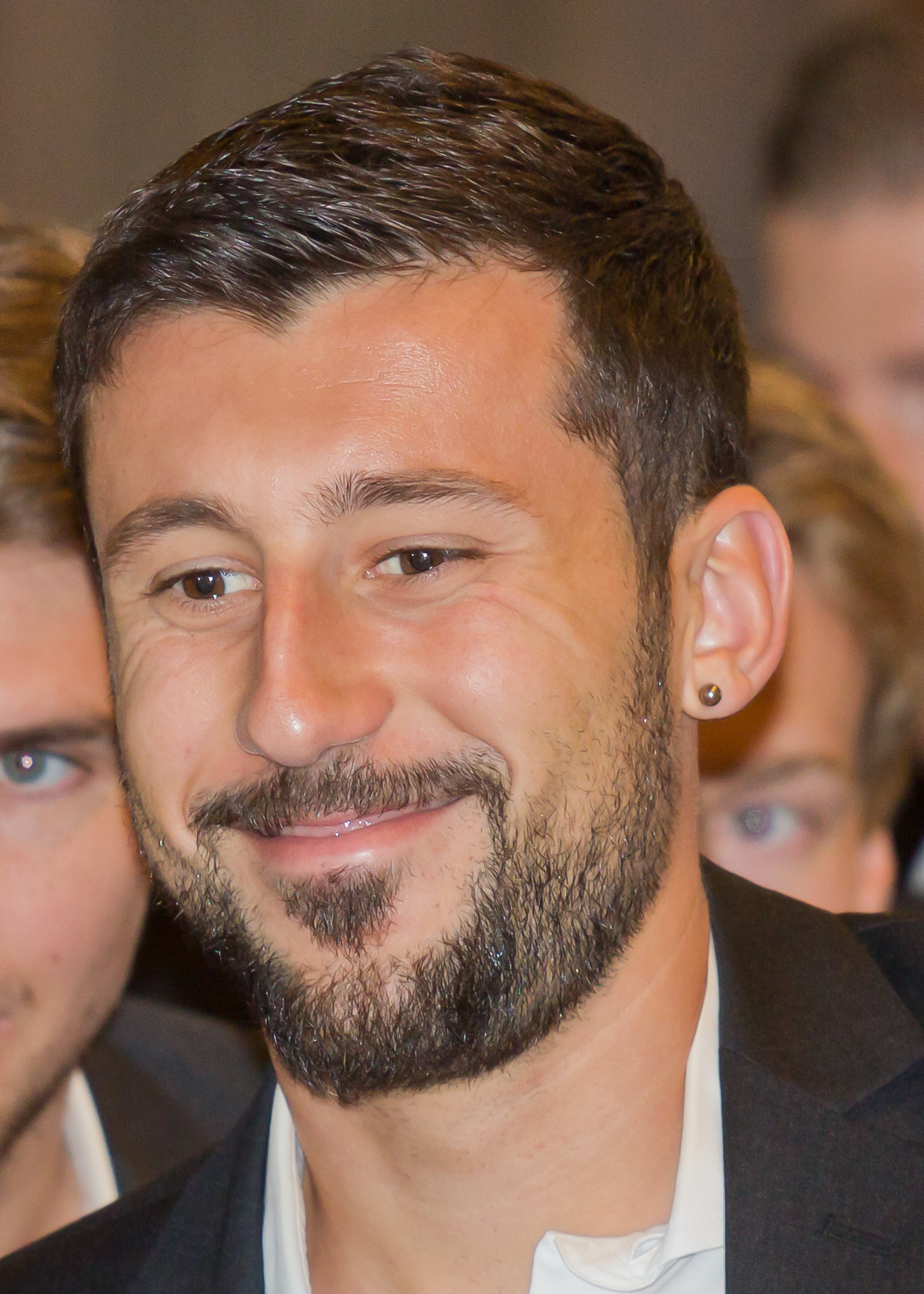
Dominic Maroh (* 1987)

- Maroh, Jul (* 1985), französischer Comiczeichner
- Marohn, Arthur (1893–1975), deutscher Fußballspieler und -trainer
- Marohn, Ferdinand, deutscher Genre- und Landschaftsmaler
- Marohn, Heinz (1922–2015), deutscher Kulturwissenschaftler
- Marohn, Kurt (1902–1980), deutscher Architekt
- Marohn, Norbert (* 1952), deutscher Schriftsteller
- Marohnic, Chuck, US-amerikanischer Jazzpianist und Hochschullehrer

### Maroi
- Maroicic di Madonna del Monte, Joseph von (1812–1882), österreichischer Offizier
- Marois, Daniel (* 1968), kanadischer Eishockeyspieler
- Marois, Mario (* 1957), kanadischer Eishockeyspieler
- Marois, Pauline (* 1949), kanadische Politikerin (Parti Québécois)

### Marok
- Marok-Wachter, Graziella (* 1965), liechtensteinische Politikerin (VU)
- Maroke, Richard (* 1879), deutscher Politiker (SPD), MdL

### Marol
- Marold, Edith (* 1942), österreichische Mediävistin
- Marold, Eva Maria (* 1968), österreichische Schauspielerin, Kabarettistin, SängerinEva Maria Marold (* 1968)

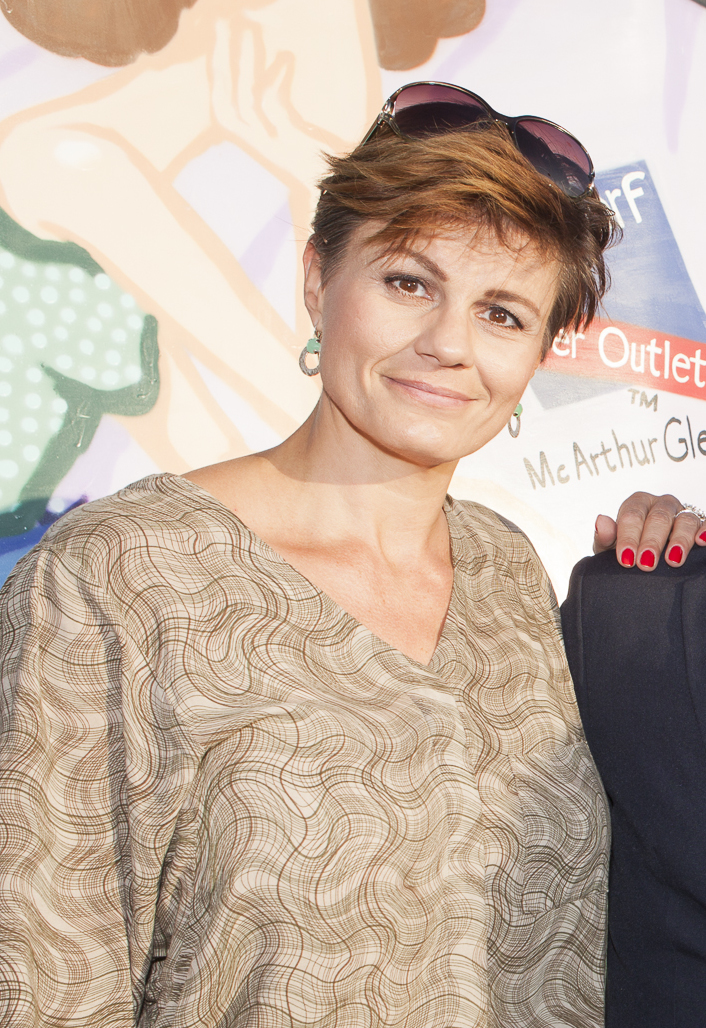
Eva Maria Marold (* 1968)

- Marold, Hannes (* 1978), österreichischer Komponist, Arrangeur, Lehrer und Musiker
- Marold, Helga (1916–2005), deutsche Schauspielerin, Rundfunksprecherin und Autorin
- Marold, Karl (1904–1943), österreichischer Hilfsarbeiter und Widerstandskämpfer gegen den Nationalsozialismus
- Marold, Luděk (1865–1898), tschechischer Maler und Graphiker
- Marold, Torsten (* 1962), deutscher Spieleautor
- Maroldt, François (1952–2017), luxemburgischer Lehrer und Politiker
- Maroldt, Lorenz (* 1962), deutscher Journalist und Chefredakteur der in Berlin erscheinenden Zeitung Der Tagesspiegel
- Marole, Vitalis Sekhonyana (* 1954), lesothischer römisch-katholischer Ordensgeistlicher, Bischof von Leribe
- Maroli, Domenico (1612–1676), italienischer Maler
- Marolles, Michel de (1600–1681), französischer Geistlicher, Kunstsammler, Übersetzer und Historiker
- Marolois, Samuel, niederländischer Mathematiker und Ingenieur
- Marolt, Heinz Anton (* 1958), österreichischer Hotelier, Politiker (FPÖ) und Abgeordneter zum Nationalrat
- Marolt, Larissa (* 1992), österreichisches Model und Schauspielerin
- Marolt, Tina (* 1996), slowenische Fußballspielerin

### Marom
- Marom, Eljezer (* 1955), israelischer Konteradmiral, 18. Oberbefehlshaber der Israelischen Marine

### Maron
- Maron von Beit († 410), christlicher Eremit, Begründer der maronitischen Kirche
- Maron, Anton von (1731–1808), österreichischer Porträtmaler
- Maron, Eva (* 1969), Schweizer Schauspielerin
- Maron, Evelyn (1943–2007), deutsche Schauspielerin und Synchronsprecherin
- Maron, Gottfried (1928–2010), deutscher evangelischer Theologe und Kirchenhistoriker
- Maron, Hanna (1923–2014), israelische Schauspielerin und Israel-Preisträgerin des Jahres 1973
- Maron, Hermann (1820–1882), deutscher Journalist, Landwirt, Sekretär des Deutschen Handelstages, Reisender und Revolutionär
- Maron, Karl (1903–1975), deutscher Politiker (SED), MdV, Minister des Innern der DDR
- Maron, Knut Wolfgang (* 1954), deutscher Fotokünstler
- Maron, Marc (* 1963), US-amerikanischer Comedian, Podcaster, Autor, Schauspieler, Musiker und Regisseur
- Maron, Margaret (1938–2021), US-amerikanische Krimiautorin
- Maron, Maya (* 1980), israelische Filmschauspielerin
- Maron, Monika (* 1941), deutsche SchriftstellerinMonika Maron (* 1941)

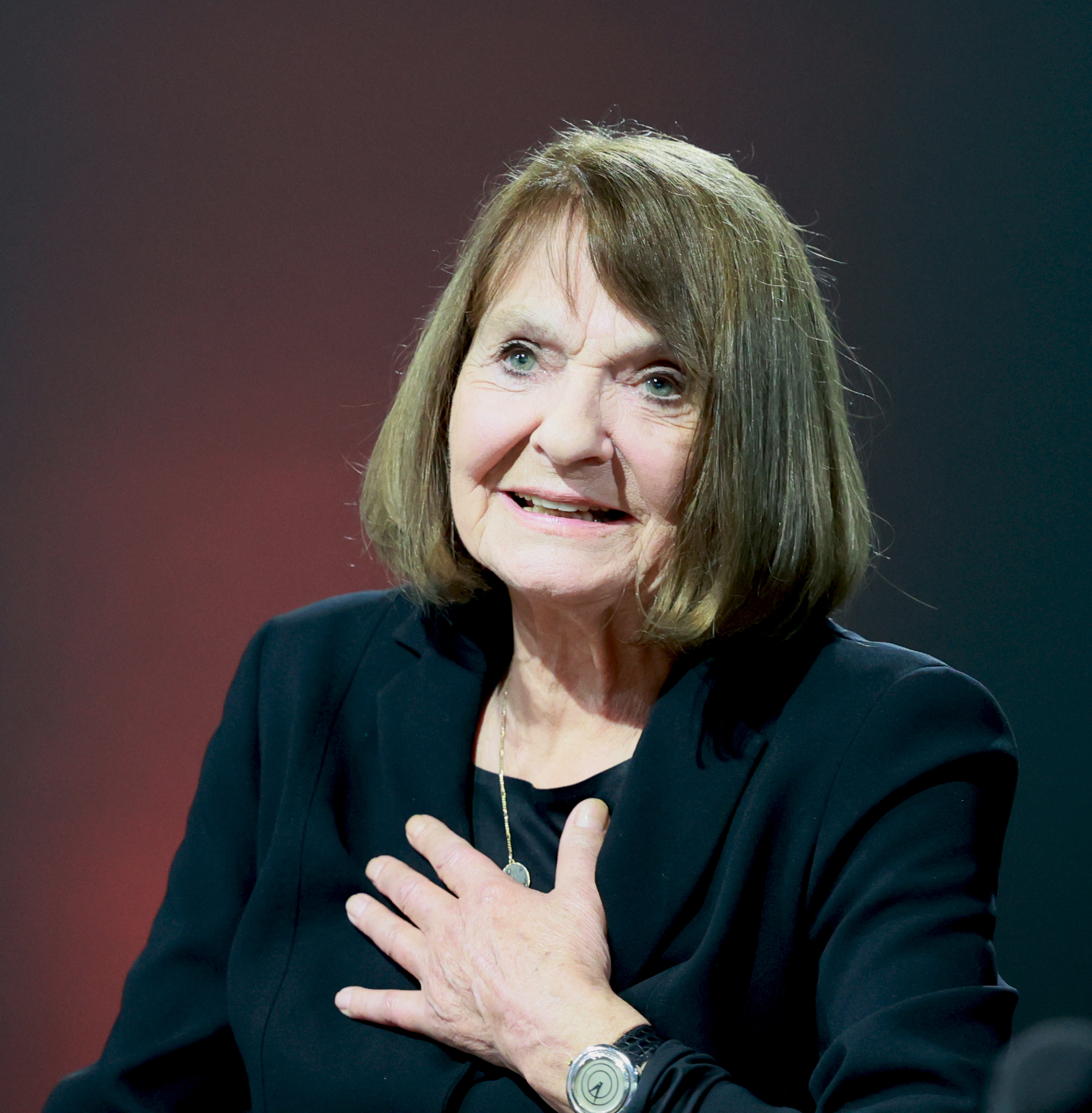
Monika Maron (* 1941)

- Maron, Nina (* 1973), österreichische bildende Künstlerin
- Maron, Sigi (1944–2016), österreichischer sozialkritischer Liedermacher
- Maron, Theresa Concordia (1725–1806), deutsche Malerin
- Maroncelli, Piero (1795–1846), italienischer Musiker, Schriftsteller und Patriot während des Risorgimento
- Maronde, Hans-Dietrich (1934–2016), deutscher Geologe
- Maronde, Peter (1939–1991), deutscher Schauspieler, Moderator
- Marone Cinzano, Enrico (1895–1968), italienischer Unternehmer und Fußballfunktionär
- Maroney, Denman (* 1949), US-amerikanischer Improvisationsmusiker
- Maroney, Kelli (* 1965), US-amerikanische Schauspielerin
- Maroney, Laurence (* 1985), US-amerikanischer American-Football-Spieler
- Maroney, McKayla (* 1995), US-amerikanische Turnerin und OlympiasiegerinMcKayla Maroney (* 1995)

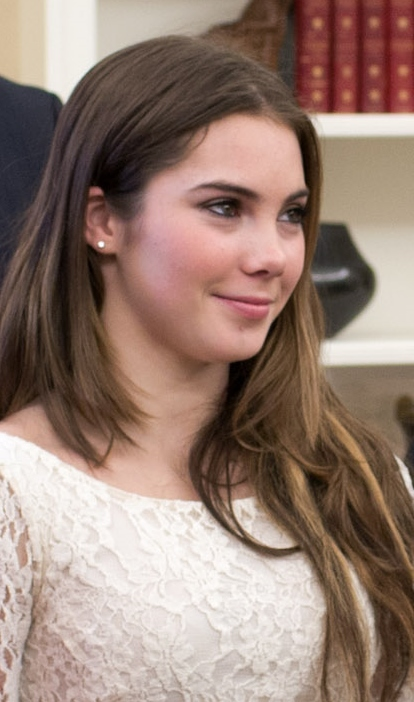
McKayla Maroney (* 1995)

- Maroney, Thomas (1895–1971), US-amerikanischer Geher
- Marong, Edrissa (2000–2023), gambischer Leichtathlet
- Marong, Mustapha, gambischer Jurist und Politiker
- Marong, Nuha (* 1993), gambisch-spanischer Fußballspieler
- Marong, Saikou, gambischer Politiker
- Maroni, Cristoforo († 1404), italienischer Geistlicher, Bischof und Kardinal der Römischen Kirche
- Maroni, Giancarlo (1893–1952), italienischer Architekt
- Maroni, Roberto (1955–2022), italienischer Politiker (Lega Nord), Mitglied der Camera dei deputati
- Maronka, Zsombor (* 2002), ungarischer Basketballspieler
- Maronn, Eckhard (1935–2023), deutscher Musiker, Toningenieur und Hochschullehrer
- Maronn, Herbert (* 1959), deutscher Fußballspieler, -trainer und -funktionär
- Maronna, Michael C. (* 1977), US-amerikanischer Film- und FernsehschauspielerMichael C. Maronna (* 1977)

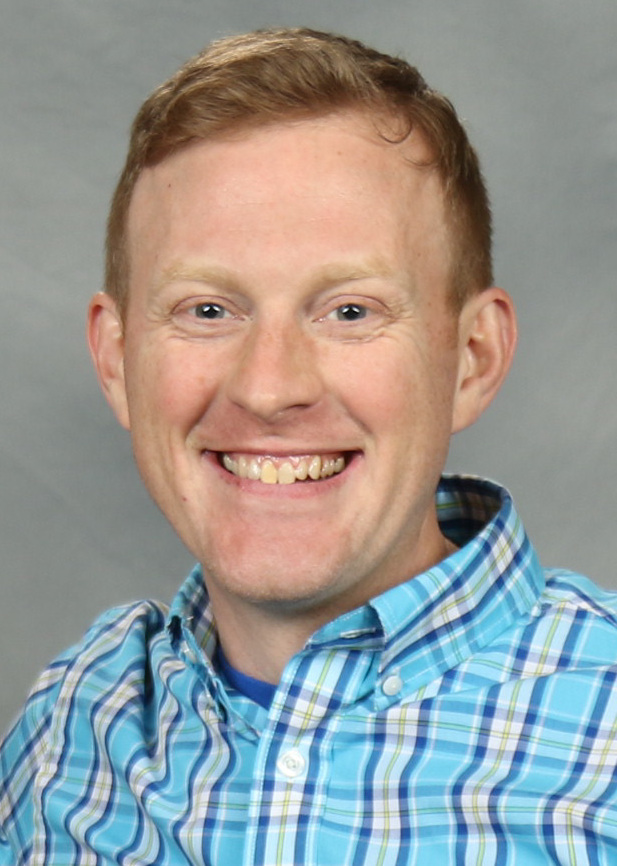
Michael C. Maronna (* 1977)

- Maronna, Siegfried (* 1963), deutscher Fußballspieler
- Maronne, Maïlys (* 1991), französische Jazzmusikerin (Piano, Keyboard, Synthesizer, Komposition)
- Maronnier, René (1898–1981), französischer Radrennfahrer
- Maronski, Stanislaus (1825–1907), polnischer Historiker

### Maroo
- Maroof, Bismah (* 1991), pakistanische Cricketspielerin und Mannschaftskapitänin der pakistanischen Frauen-Nationalmannschaft
- Maroofian, Nazila, iranische Regimekritikerin
- Maroon, Patrick (* 1988), US-amerikanischer Eishockeyspieler
- Maroox (* 2006), deutscher DJ und Musikproduzent

### Marop
- Maropis, Adoni (* 1963), US-amerikanischer Schauspieler

### Maror
- Maroroa, Sue (1991–2023), neuseeländische Schachspielerin

### Maros
- Maros, András (* 1971), ungarischer Schriftsteller
- Maros, Éva (* 1946), ungarische Harfenistin
- Maros, Henads (* 1978), belarussischer Hochspringer
- Maros, Leo (* 1999), österreichischer Fußballspieler
- Maros, Luka (* 1994), Schweizer Handballnationalspieler
- Maros, Magda (* 1951), ungarische Florettfechterin
- Maros, Miklós (* 1943), ungarischer Komponist
- Maroš, Nikolina (* 1997), österreichische Volleyball- und Beachvolleyballspielerin
- Maros, Rudolf (1917–1982), ungarischer Komponist
- Marosán, György (1908–1992), ungarischer kommunistischer Politiker, Mitglied des Parlaments
- Marosawa, Lidsija (* 1992), belarussische Tennisspielerin
- Marose, Monika (* 1962), deutsche Sachbuchautorin
- Marosi, Ádám (* 1984), ungarischer Pentathlet
- Marosi, Izidor István (1916–2003), ungarischer Geistlicher, katholischer Bischof von Vác
- Marosi, József (* 1934), ungarischer Fechter
- Marosi, Katalin (* 1979), ungarische Tennisspielerin
- Marosi, László (* 1962), ungarisch-deutscher Handballspieler
- Marosi, Paula (1936–2022), ungarische Florettfechterin
- Maroske, Dorothea (* 1951), deutsche Bildhauerin
- Maroske, Uwe (1951–2020), deutscher Bildhauer und Grafiker
- Maroso, Virgilio (1925–1949), italienischer Fußballspieler
- Marossek, Diana (* 1984), deutsche Soziolinguistin

### Marot
- Marot, Clément (1496–1544), französischer Dichter
- Marot, Daniel (1661–1752), französischer Architekt und Kupferstecher
- Marot, Jean († 1526), französischer Kaufmann, Höfling und Autor
- Marót, Péter (1945–2020), ungarischer Fechter
- Marot, Samuel (1770–1865), evangelischer Theologe
- Marót, Sándor (1884–1944), ungarischer Schriftsteller und Journalist
- Marot, Veronique (* 1955), englische Langstreckenläuferin
- Maroteaux, Pierre (1925–2019), französischer Pädiater und Humangenetiker
- Maróthi, György (* 1715), ungarischer Musikwissenschaftler, Musikpädagoge und Komponist
- Maróthy, László (* 1942), ungarischer kommunistischer Politiker, Mitglied des Parlaments
- Maróthy-Šoltésová, Elena (1855–1939), slowakische Schriftstellerin
- Maróti, Éva (* 1954), ungarische Provinzialrömische Archäologin
- Maroto, Diego (1617–1696), peruanischer Architekt und Dominikaner
- Maroto, Javier (* 1972), spanischer Politiker
- Maroto, Rafael (1783–1853), spanischer General
- Maroto, Reyes (* 1973), spanische Wirtschaftswissenschaftlerin und Politikerin
- Marotschko, Wassyl (* 1956), ukrainischer Historiker
- Marotta, Domenico (1886–1974), italienischer Chemiker
- Marotta, Erasmus (1578–1641), italienischer Jesuit und Komponist
- Marotta, Gerardo (1927–2017), italienischer Rechtsanwalt und Mäzen der Philosophie
- Marotta, Giuseppe (* 1957), italienischer FußballmanagerGiuseppe Marotta (* 1957)

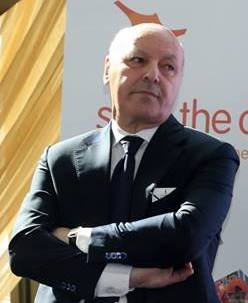
Giuseppe Marotta (* 1957)

- Marotta, Maria (* 1984), italienische Fußballschiedsrichterin
- Marotta, Rick (* 1948), US-amerikanischer Schlagzeuger und Perkussionist
- Marotte, Gilles (1945–2005), kanadischer Eishockeyspieler
- Marotte, Luis (* 1944), uruguayischer Fußballspieler
- Marotte, Maxime (* 1986), französischer Mountainbiker
- Marotti, Louis (1915–2003), US-amerikanischer Footballspieler
- Marotz, Otto (1870–1936), deutscher Landschafts- und Porträtmaler der Düsseldorfer Schule
- Marotz, Sören (* 1973), deutscher Historiker, Geograph und Kurator
- Marotzke, Gerhard (* 1929), deutscher Fußballspieler
- Marotzke, Jochem (* 1959), deutscher Klimatologe und Hochschullehrer
- Marotzke, Karl-Heinz (1934–2022), deutscher Fußballtrainer
- Marotzke, Lothar (1939–2018), deutscher Fußballspieler
- Marotzke, Wilhelm (1897–1949), deutscher Ministerialbeamter und Wirtschaftsfunktionär
- Marotzke, Wolfgang (* 1949), deutscher Rechtswissenschaftler
- Marotzki, Winfried (* 1950), deutscher Pädagoge

### Marou
- Marou, Souaibou (* 2000), kamerunischer Fußballspieler
- Marouane, Leïla (* 1960), französische Schriftstellerin und Journalistin
- Marouf, Bashshar Awwad (* 1940), irakischer Historiker und Schriftsteller
- Marouf, Karwan (* 1976), österreichischer Komponist, Songwriter, Sänger, Multiinstrumentalist und Musikproduzent
- Marouf, Mohamed (* 1986), ägyptischer Fußballschiedsrichter
- Marouf, Saeid (* 1985), iranischer Volleyballspieler
- Maroufi, Abbas (1957–2022), iranischer Schriftsteller
- Maroulis, Helen (* 1991), US-amerikanische Ringerin
- Maroun, Autrey J. (1914–2005), US-amerikanischer Offizier, Generalmajor der US-Army
- Maroun, Bachir (* 1978), deutscher Kick- und Thaiboxer
- Marouschek, Herbert von (1909–1961), österreichischer Publizist und Autor
- Marouzeau, Jules (1878–1964), französischer Altphilologe

### Marov
- Marovelli, Antonio (1896–1943), italienischer Turner
- Marović, Dražen (* 1938), jugoslawischer Schachspieler
- Marović, Svetozar (* 1955), serbisch-montenegrienischer Politiker, Präsident und Vorsitzender des Ministerrats von Serbien und MontenegroSvetozar Marović (* 1955)

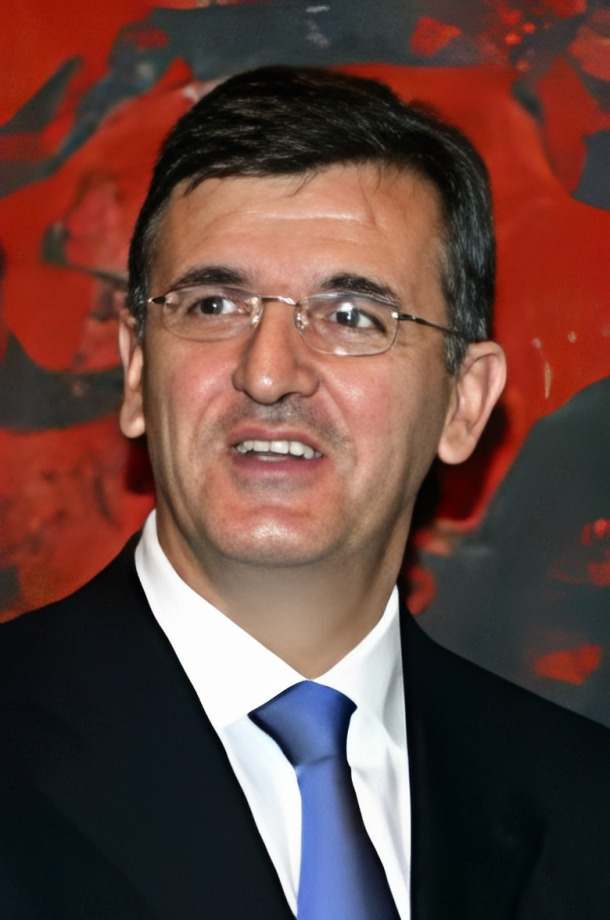
Svetozar Marović (* 1955)

- Marović, Uroš (1946–2014), jugoslawischer Wasserballspieler
- Marovitch, Antuvan (1926–1991), türkischer Bischof und Apostolischer Vikar von Istanbul

### Marow
- Marow, Ernst (1934–2018), deutscher Maler und Graphiker
- Marow, Iwan (* 1994), russisch-georgischer Eishockeyspieler
- Marow, Michail Jakowlewitsch (1933–2023), russischer Astronom
- Marowitz, Sam (1920–1984), US-amerikanischer Jazzmusiker
- Marowski, Klaus (* 1942), deutscher Fußballspieler
- Marowsky, Kurt (1895–1945), deutscher Polizeibeamter

### Maroy
- Maroy Rusengo, François-Xavier (* 1956), kongolesischer Geistlicher, Erzbischof von Bukavu

### Maroz
- Marozia, Senatorin von Rom
- Marozsán, Dzsenifer (* 1992), deutsche FußballspielerinDzsenifer Marozsán (* 1992)

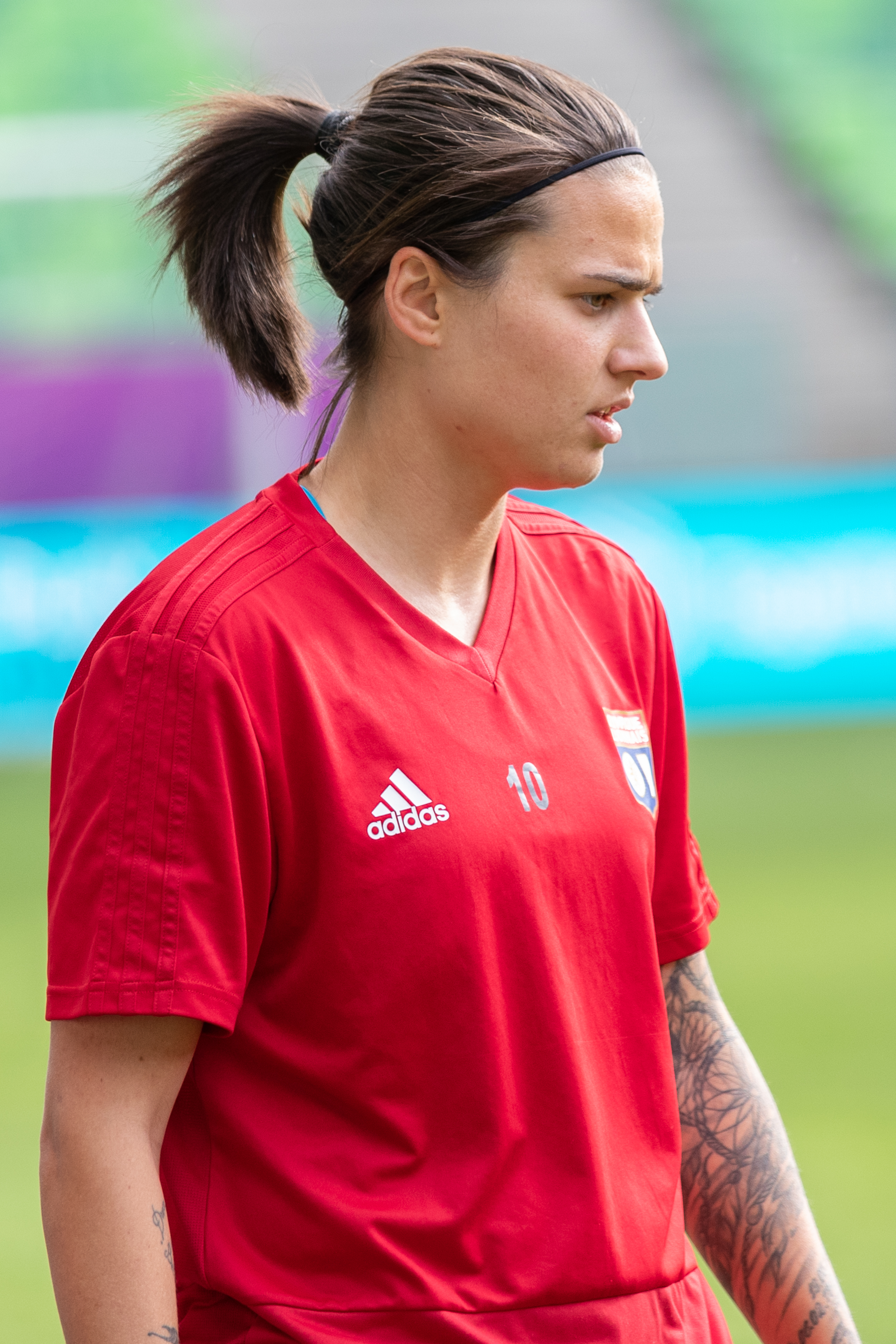
Dzsenifer Marozsán (* 1992)

- Marozsán, Erika (* 1972), ungarische Schauspielerin
- Marozsán, Fábián (* 1999), ungarischer Tennisspieler
- Marozsán, János (* 1965), ungarischer Fußballspieler
- Marozzi, Miguel (* 1947), uruguayischer Komponist, Pianist, Cembalist und Musikpädagoge
- Marozzo, Achille (* 1484), italienischer Fechtmeister